# Gaiole in Chianti
Gaiole in Chianti é uma comuna italiana da região da Toscana, província de Siena, com cerca de 2.333 habitantes. Estende-se por uma área de 128 km², tendo uma densidade populacional de 18 hab/km². Faz fronteira com Bucine (AR), Castelnuovo Berardenga, Cavriglia (AR), Montevarchi (AR), Radda in Chianti.

## Demografia
| Variação demográfica do município entre 1861 e 2011                               |
|                                                                                   |
| Fonte: Istituto Nazionale di Statistica (ISTAT) - Elaboração gráfica da Wikipedia |